# Aparição de São José em Cotignac
A Aparição de São José em Cotignac ou Aparição de São José de Bessillon refere-se ao evento ocorrido em 7 de junho de 1660, na aldeia de Cotignac no Var. Um pastor que sofria de sede, Gaspard Ricard, relata ter visto um velho ordenar-lhe que levantasse uma grande pedra para encontrar uma fonte. O velho dizendo seu nome é José. A fonte é bem descoberta no local indicado, enquanto o setor era conhecido por não ter ponto de água. Os peregrinos se aglomeram e uma capela é construída para venerar São José. O local de culto fica ao lado do santuário de Nossa Senhora das Graças, nas proximidades.
Abandonado durante a Revolução Francesa, o local de culto voltou a funcionar em 1975 com a chegada das freiras beneditinas.

## Histórico

### Contexto e fontes bibliográficas
Este evento ocorre a apenas 3 quilômetros do santuário de Notre-Dame-de-Grâces, um lugar alto de peregrinação, após as aparições de Nossa Senhora das Graças (em 1519) resultaram em uma forte devoção à Virgem Maria nesta pequena aldeia de Cotignac. A notoriedade do lugar é tanto maior que em 1637, o Irmão Fiacre veio de Paris para rezar ali pedindo a graça de um filho herdeiro do rei Luís XIII, e o nascimento de Luís XIV, nove meses mais tarde, foi visto como uma resposta a esta oração . Em fevereiro de 1660, o rei e sua mãe Ana da Áustria foram ao santuário mariano para "agradecer à Virgem pelo milagre de seu nascimento" (De Luís XIV)  .
O relato do aparecimento de São José e do milagre da fonte está relacionado na "maioria dos relatos históricos da Provença". A primeira história data de 1664 (ou seja, 4 anos após os eventos)., foi escrita por Honoré Bouche em seu livro  "l'histoire de la Provence"  . Bruzen de La Martinière, em seu Dictionnaire géographique (1726-1741), também cita esse evento . O diário das deliberações do conselho municipal de Cotignac também evoca os fatos, no mesmo mês da aparição declarada ,.
No mesmo dia da aparição, O jovem rei Luís XIV viaja pela fronteira espanhola com Saint-Jean-de-Luz para receber sua futura esposa, Maria Teresa da Áustria. Os futuros cônjuges têm ambos 22 anos.

### História da aparição
Em 7 de junho de 1660  ,Gaspard Ricard , um jovem pastor, pastoreia seu rebanho na encosta leste da colina Bessillon, perto da igreja Notre-Dame-de-Grâces. O jovem começa a sentir sede, principalmente porque sua cabaça está vazia e o rio mais próximo fica muito longe. Ele então começa a orar. Assim que ele começou, ele "viu a aparência de um velho bonito com uma figura venerável e gentil, que o envolveu em levantar uma pedra localizada a uma curta distância."  ,. O homem diz a ele que encontrará uma fonte ali. No entanto, a pedra, grande em tamanho, parece muito pesada para o vidente, que a aponta para o velho. Este último insistiu e com um sinal ordenou que o fizesse. O pastor então move a pedra sem esforço e "descobre uma fonte que nasce". Num primeiro movimento, o jovem Gaspard bebe abundantemente para matar a sede , antes de se voltar para o velho, mas este já desapareceu , não sem antes lhe dizer que se chamava José .
Garpard vai imediatamente  para a aldeia e relata sua aventura, mas ninguém acredita nele. A mais antiga das aldeias declara não haver origem conhecida nesta encosta desta colina. Camponeses querendo verificar suas palavras vão com ele ao local da aparição e descobrem a fonte ali. Eles tentam mover a pedra indicada por Gaspard Ricard, mas oito homens juntos não conseguem movê-la . Todos os participantes ficam maravilhados, inclusive o vidente que declara  que foi São José que lhe apareceu para ir em seu auxílio. O vidente então cai de joelhos e agradece a Deus. Ele é rapidamente acompanhado por seus companheiros que fazem o mesmo. A notícia da aparição e do milagre espalhou-se muito rapidamente por toda a região.

### As consequências da aparição
O cronista relata que  "vários pacientes experimentaram um alívio significativo em suas doenças pela única aplicação de água da nascente".  A fonte é rapidamente considerada "milagrosa", e objeto de veneração. Nos dias que se seguiram, uma grande multidão dirigiu-se ao local e deixou ofertas importantes, de modo que a Prefeitura teve que intervir para regularizar a situação . Ficou decidido que a coleta de esmolas (oferendas de peregrinos) seria feita pelo município. Em 25 de julho de 1660 (menos de um mês após a aparição), a câmara municipal organiza a arrecadação de fundos, com voluntários designados, responsáveis por manter as contas de doações e entregar os recibos aos peregrinos .
Sem saber o que fazer com essas esmolas, os eleitos pedem conselho às autoridades de Aix-en-Provence, que respondem construir uma capela com o dinheiro arrecadado. A decisão é ratificada em 1 de agosto pelo conselho municipal . Mas temendo que as somas fossem insuficientes para custear toda a obra, decidiu-se acrescentar uma arrecadação em toda a diocese de Var, a fim de completar a soma necessária  . A capela foi construída rapidamente, pois a partir de setembro de 1660, os representantes da cidade pediram aos religiosos que serviam a Igreja de Notre-Dame-de-Grâces que viessem oficiar nesta nova capela, a serviço dos peregrinos  .
Vendo o afluxo de peregrinos, no meio do verão, em uma área deserta, alguns comerciantes decidem abrir bares próximos ao local para poder "saciar a sede dos peregrinos" Indo ao local da aparição. Segue-se a aplicação de patentes para estabelecer comércio com as autoridades municipais , e uma disputa judicial ocorrerá entre os representantes do município e o conde de Carcès, senhor do lugar, ambos considerando ter direito a cobrar impostos sobre estes novos negócios . A batalha judicial entre as duas autoridades vai durar até 1663, quando um acordo é finalmente encontrado entre as partes, .

## Reconhecimento e veneração
Muito rapidamente, face ao afluxo de peregrinos, os representantes do município decidiram construir uma capela . Em setembro do mesmo ano, eles pediram ao padre do oratório que atende o local de culto dedicado a Nossa Senhora das Graças, para assumir esta nova capela . O vigário do bispo vem pessoalmente consagrar a nova capela. Diante do rápido aumento do número de peregrinos, os funcionários municipais pediram que vários outros padres viessem ajudar o pároco encarregado da capela de São José , e uma nova e maior igreja foi construída para substituir a original capela. A última igreja foi oficialmente consagrada em 1663  .
O bispo local reconheceu rapidamente a aparição de São José em Cotignac. Menos de um ano após a aparição, em março de 1661, o jovem rei Luís XIV declarou o dia 19 de março como dia não útil em todo o reino. Este feriado será suprimido durante a Revolução.
Esta aparição é, portanto, uma das 4 aparições do santo oficialmente reconhecidas no mundo pela Igreja Católica .